# Bataille de Tauberbischofsheim
Guerre austro-prussienne
Batailles
- front austro-prussien

- Hühnerwasser
- Podol
- Trautenau
- Nachod
- Langensalza
- Oswiecim
- Münchengrätz
- Soor
- Skalitz
- Gitschin
- Königinhof
- Schweinschædel
- Sadowa (Königgrätz)
- Dermbach
- Kissingen
- Frohnhofen
- Aschaffenbourg
- Hundheim
- Blumenau
- Tauberbischofsheim
- Werbach
- Helmstadt/Uettingen
- Gerchsheim
- Uettingen/Roßbrunn/Hettstadt

- front austro-italien

- Custoza
- Val Vestino
- Cimego
- Pieve di Ledro
- Monte Nota
- Monte Suello
- Lissa
- Bezzecca
- Primolano
- Borgo
- Cimego
- Levico
- Versa

La bataille de Tauberbischofsheim a lieu pendant la guerre austro-prussienne dans le cadre de la campagne du Main le 24 juillet 1866 entre l'armée prussienne et l'armée de la Confédération germanique.

## Histoire

### Situation initiale
Après son entrée à Francfort, le commandant de l'armée principale prussienne, Vogel von Falckenstein, est rappelé et remplacé par Edwin von Manteuffel. En outre, l'armée est renforcée à 60 000 hommes. Après avoir franchi l'Odenwald, des combats ont lieu jusqu'au 24 juillet avec des unités badoises, hessoises et wurtembergeoises du 8e corps d'armée fédéral à Hundheim, Werbach et Tauberbischofsheim.
Composé de quatre divisions, le 8e corps fédéral sous le commandement d'Alexandre de Hesse-Darmstadt est réparti aux endroits suivants le jour de la bataille :
1. Division wurtembergeoise à Tauberbischofsheim,
2. Division badoise à Werbach ,
3. Division grand-ducale hessoise à Großrinderfeld
4. Division autrichienne-nassauvienne (de) à Grünsfeld–Paimar.

### Bataille

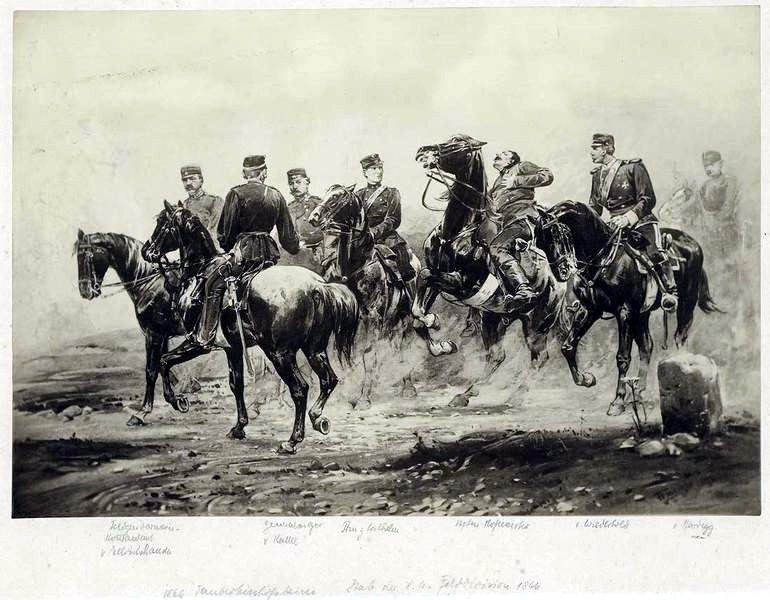
État-major de la division de campagne royale wurtembergeoise à Tauberbischofsheim

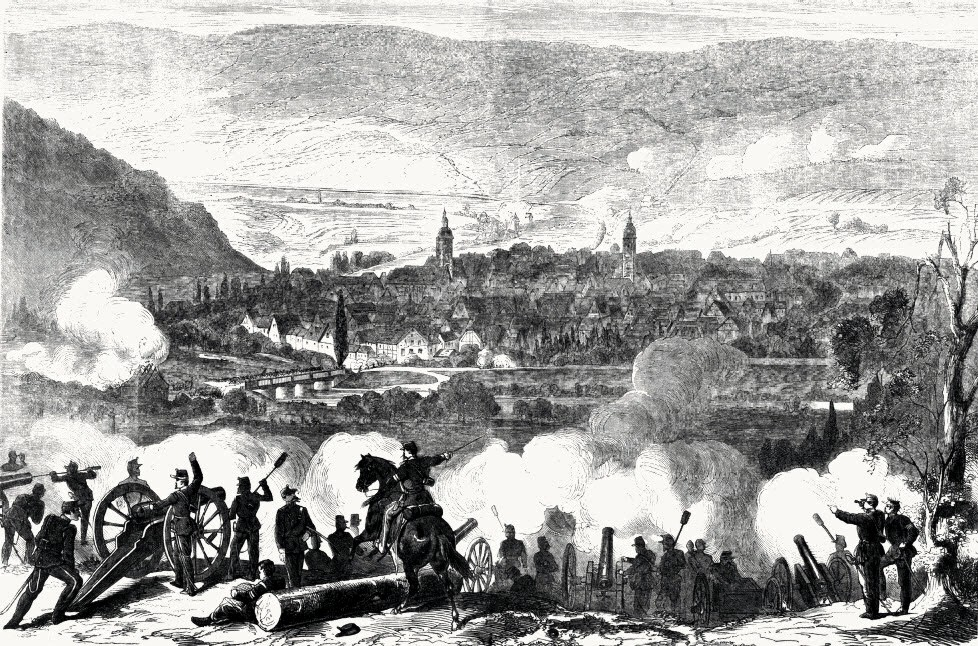
Artillerie wurtembergeoise au combat à Tauberbischofsheim le 24 juillet 1866 sur la rive est de la Tauber (d'après un dessin de Friedrich Kaiser)

Le combat proprement dit, qui se déroule le 24 juillet 1866 (trois semaines après la bataille décisive de Sadowa) à Tauberbischofsheim, oppose la 13e division d'infanterie prussienne commandée par le général von Goeben, à la 1re division wurtembergeoise sous le commandement du général Oskar von Hardegg et du général de division Eduard von Kallee (de) en tant que chef d'état-major général. Les Prussiens peuvent repousser les wurtembergeoises grâce à leur puissance de feu supérieure. Les pertes prussiennes totales sont estimées à 126, dont 16 morts, celles du 8e corps fédéral à 709, dont 62 morts.
Après la bataille, le 8e corps d'armée fédéral est rejeté derrière la Tauber et fait la jonction avec les troupes bavaroises venant de Wurtzbourg. Un armistice est conclu à Wurtzbourg le 30 juillet 1866.

Ordre de bataille du 8e corps d'armée fédéral dans une représentation contemporaine:

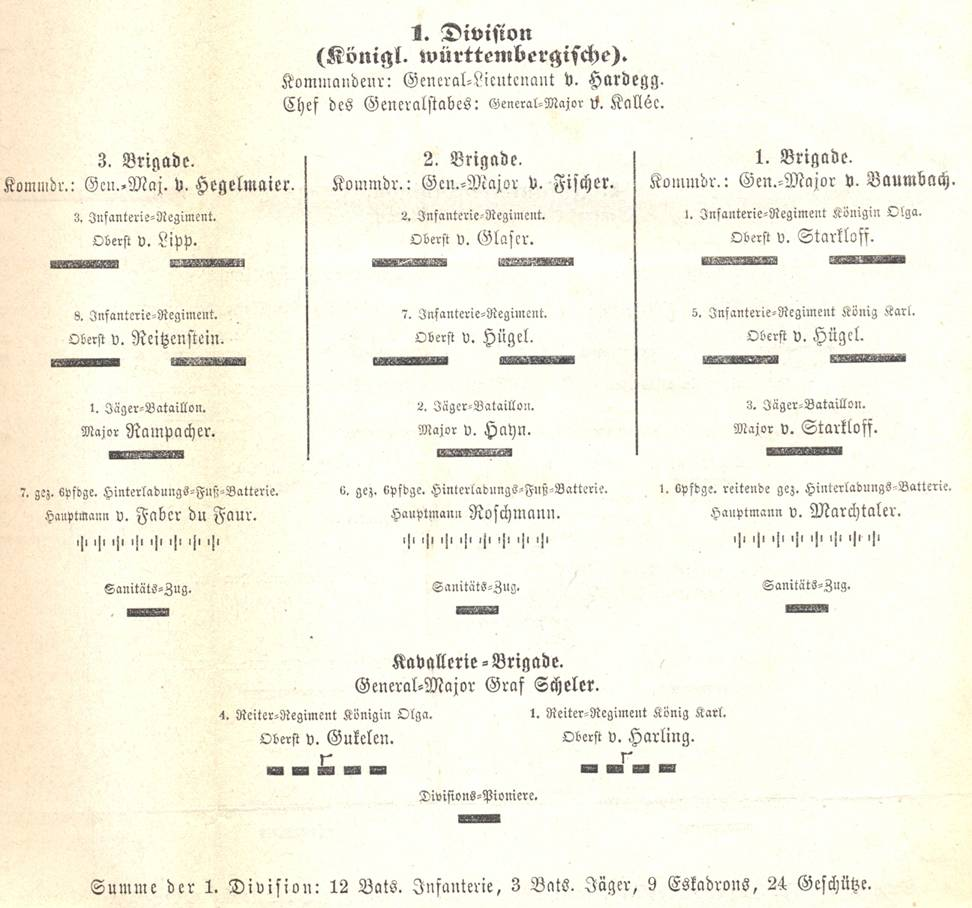
1re division wurtembergeoise du 8e corps d'armée fédéral 1866
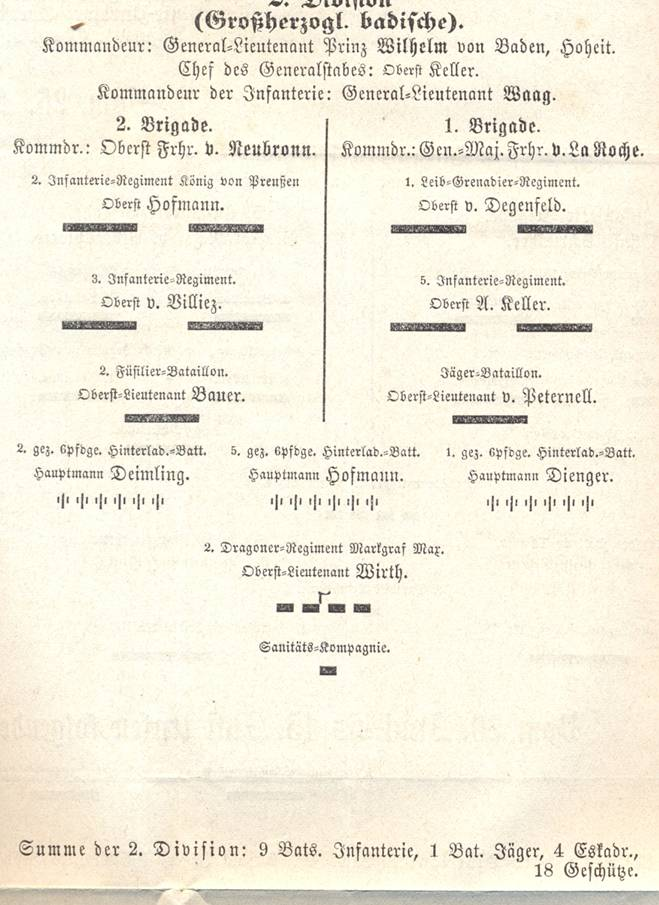
2e division badoise du 8e corps d'armée fédéral 1866
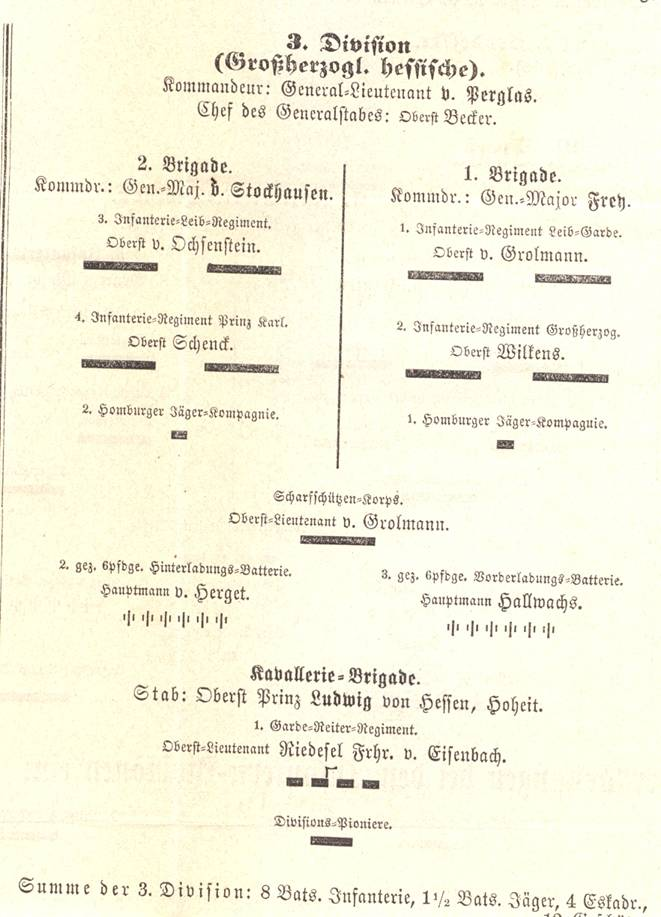
3e division hessoise du 8e corps d'armée fédéral 1866
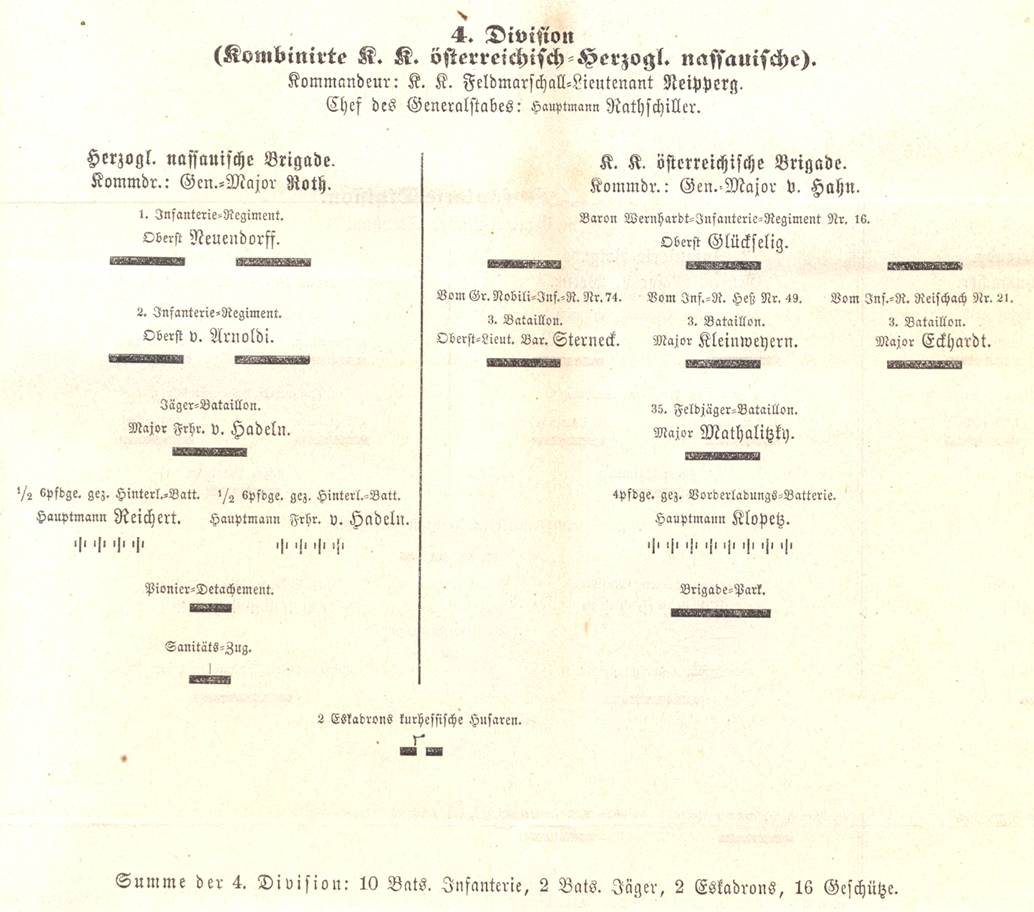
4e division (combinée) du 8e corps d'armée fédéral 1866
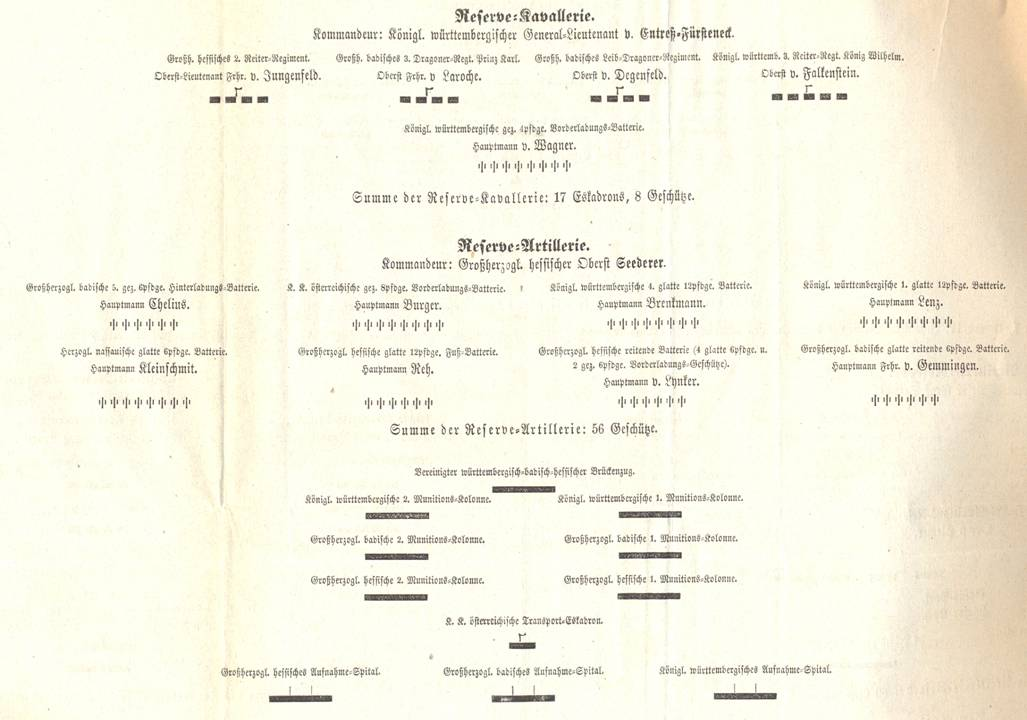
Cavalerie de réserve et artillerie de réserve dans le 8e corps d'armée fédéral 1866

Ordre de bataille de l'armée principale prussienne dans une représentation contemporaine:

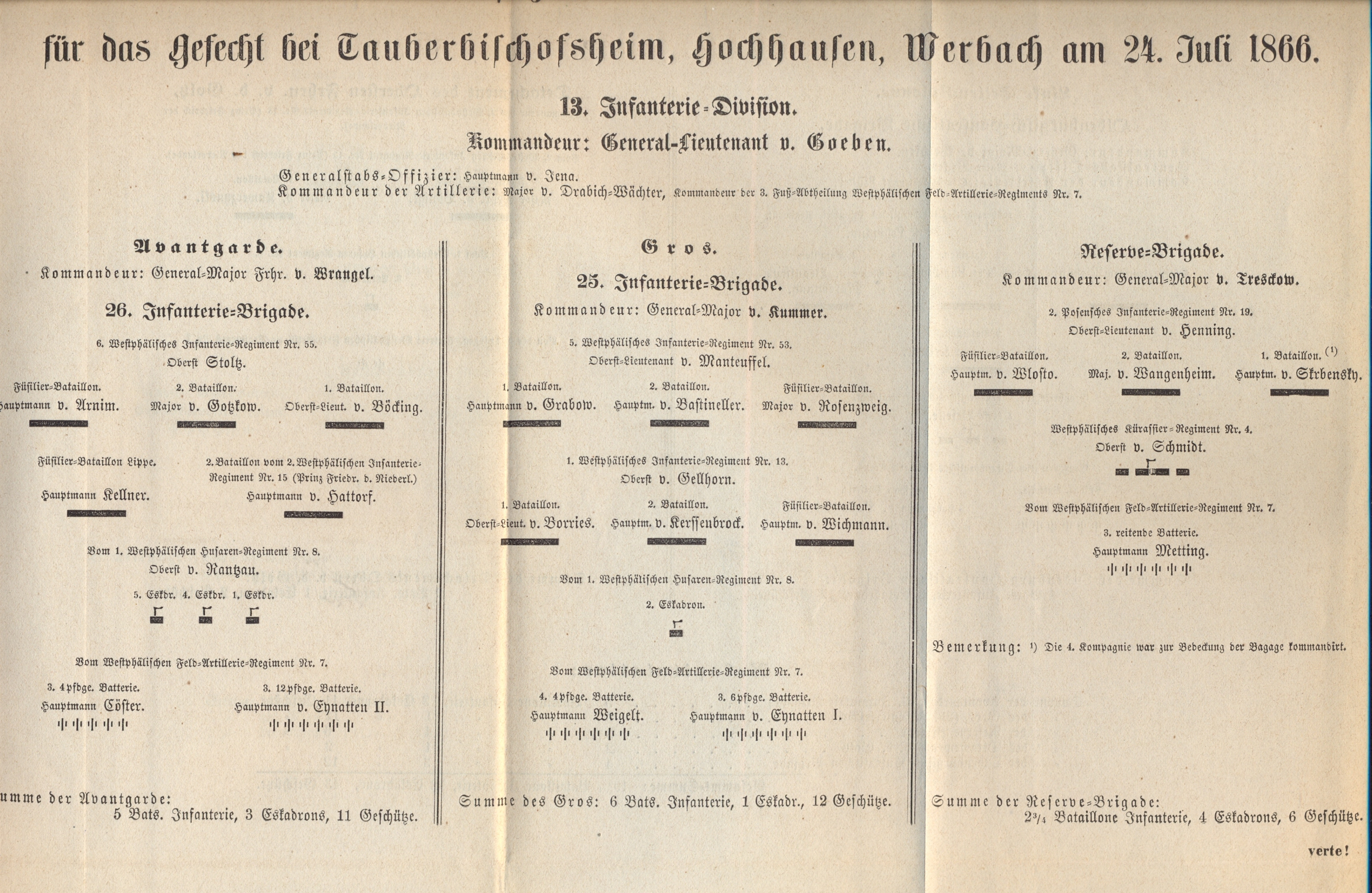
13e division d'infanterie le 27 juillet 1866
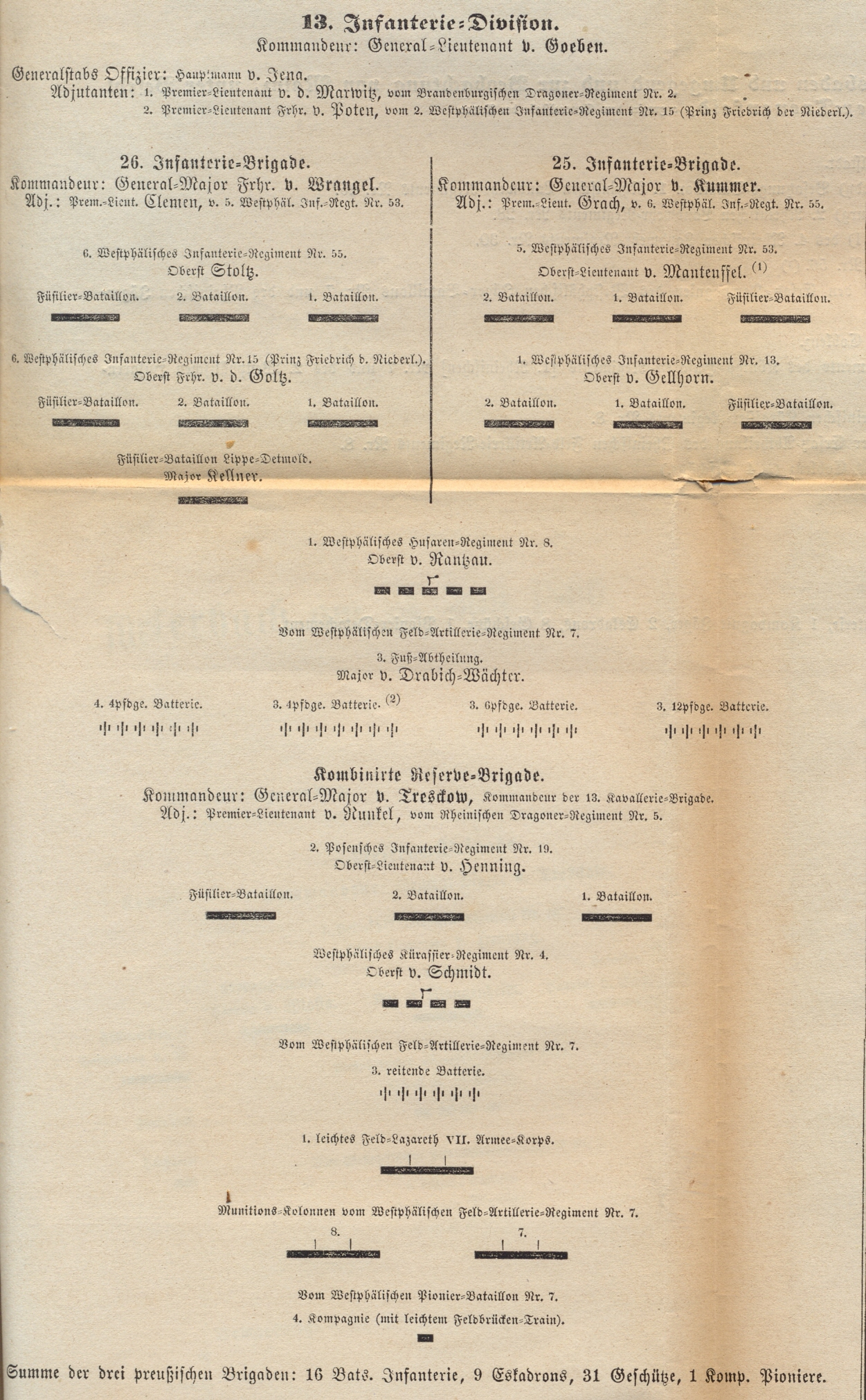
13e division d'infanterie dans l'armée du Main 1866
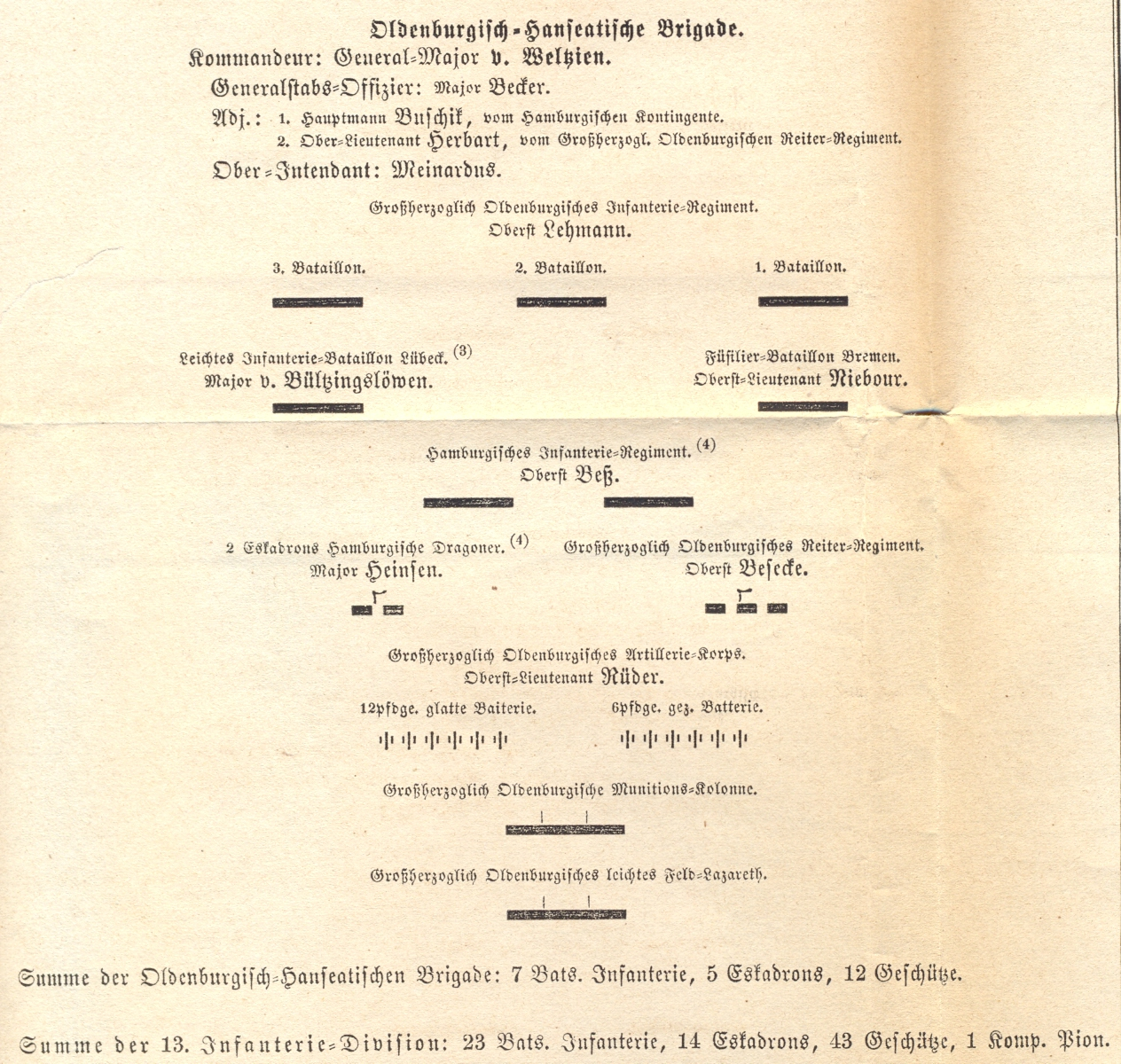
Brigade oldenbourgeoise-hanséatique Weltzien dans la 13e division d'infanterie dans l'armée du Main 1866
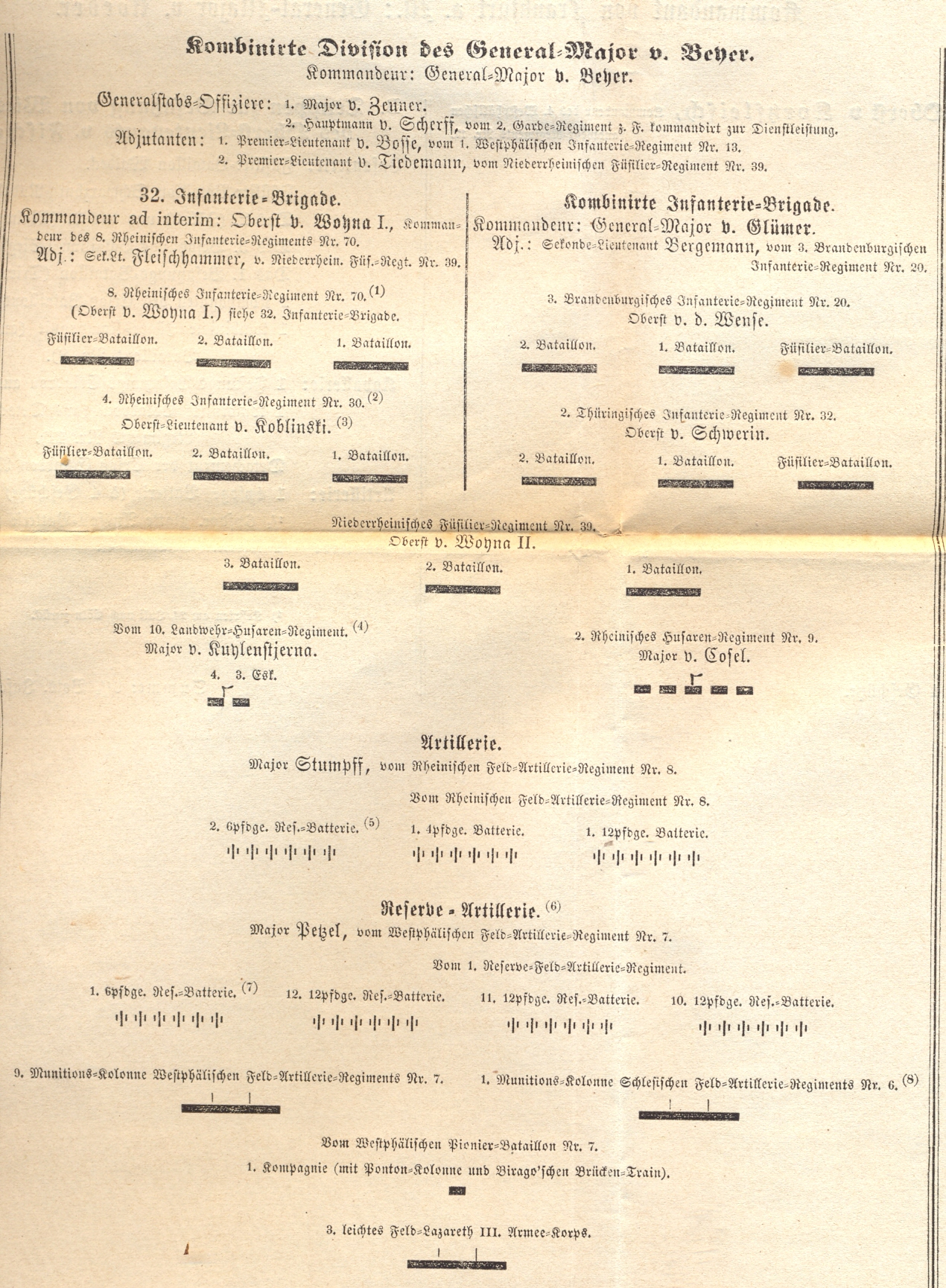
Division Beyer dans l'armée du Main 1866
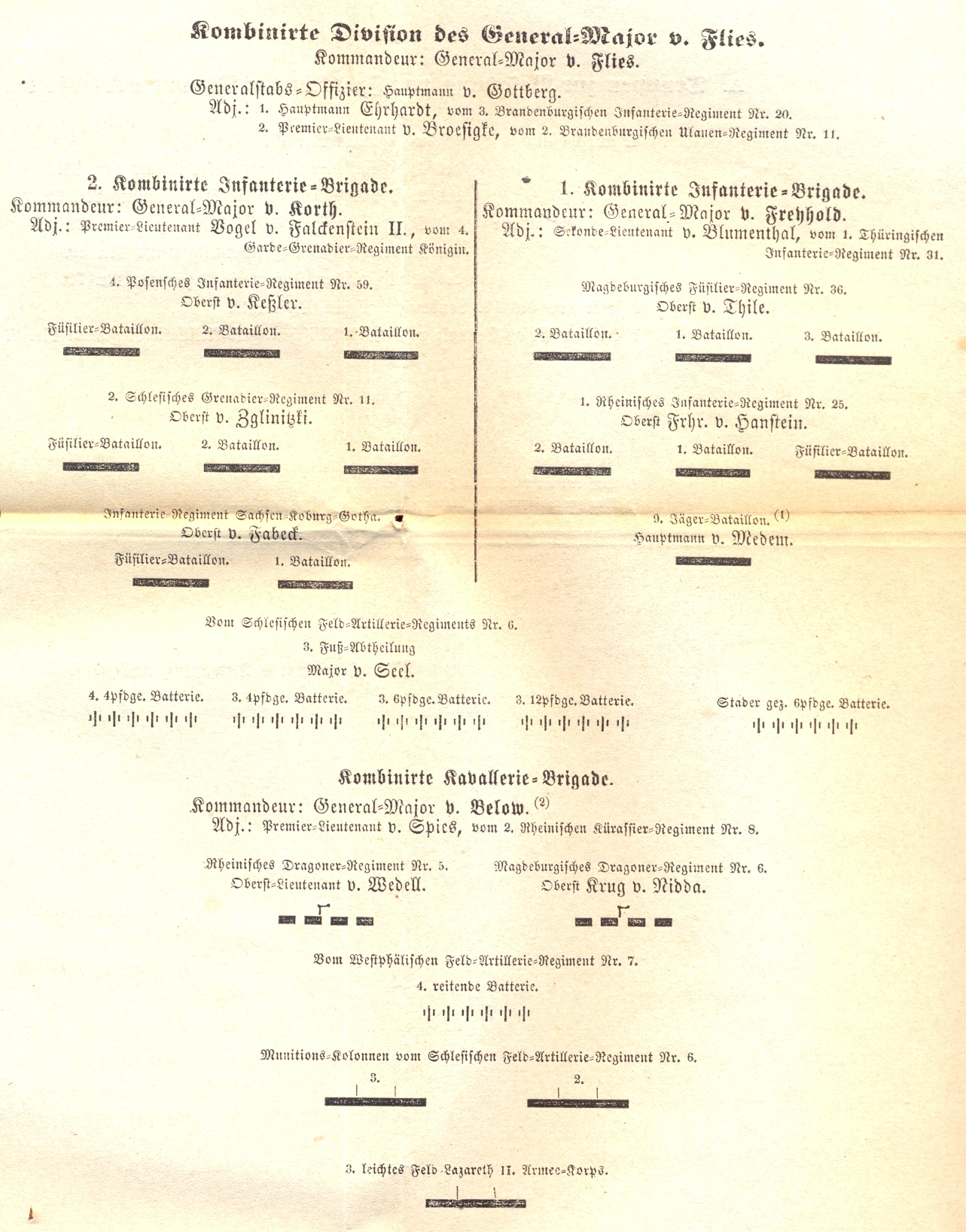
Division combinée Flies dans l'armée du Main 1866

## Mémorial de la guerre au Wurtemberg
Le roi Charles Ier de Wurtemberg fait ériger un monument au-dessus d'une fosse commune de wurtembergeois morts au combat, sur lequel sont inscrits les noms de tous les wurtembergeois morts au combat. Il est inauguré le 24 juillet 1867, jour du premier anniversaire de la bataille.

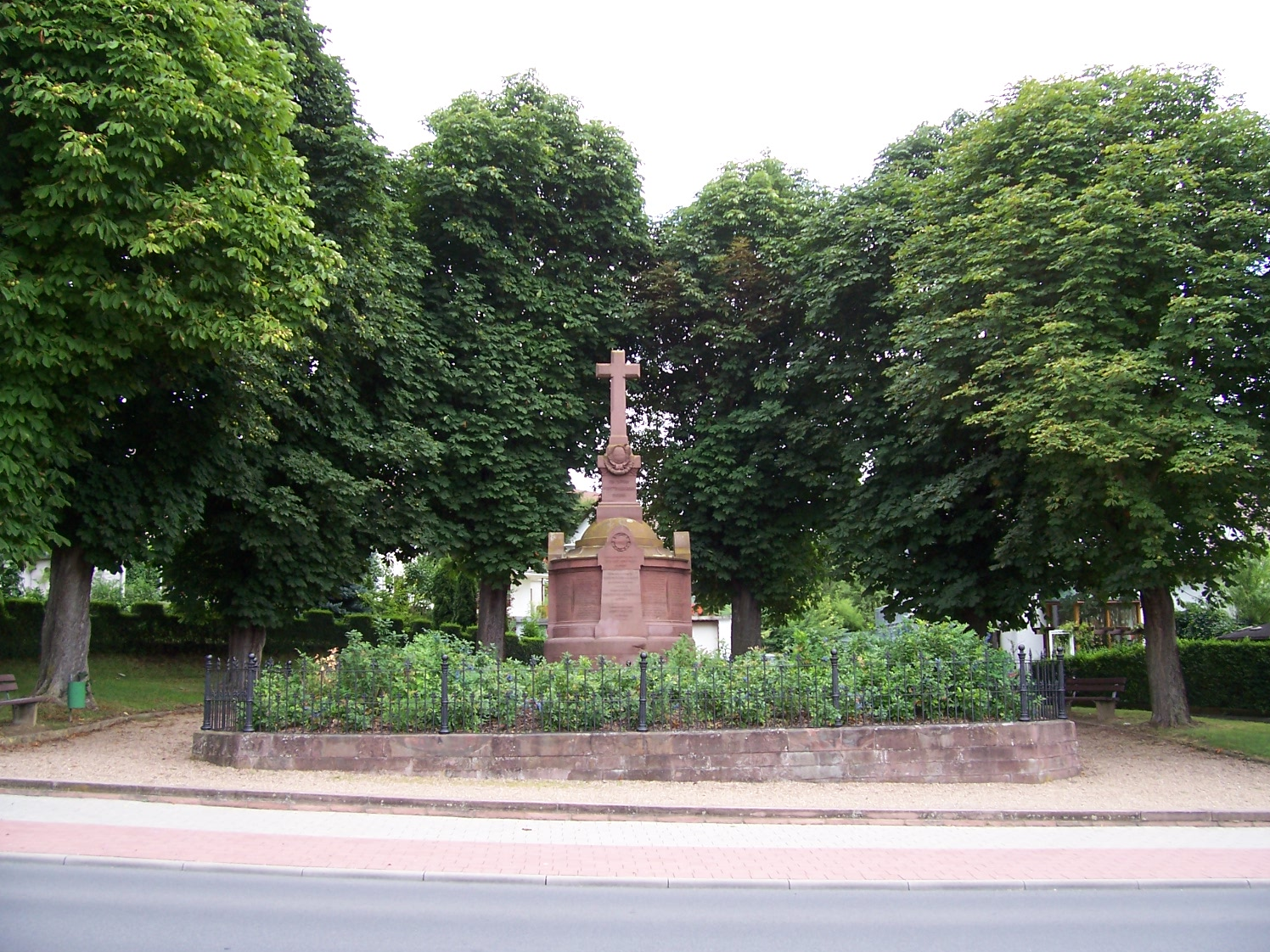
Monument aux morts du Wurtemberg (ensemble)
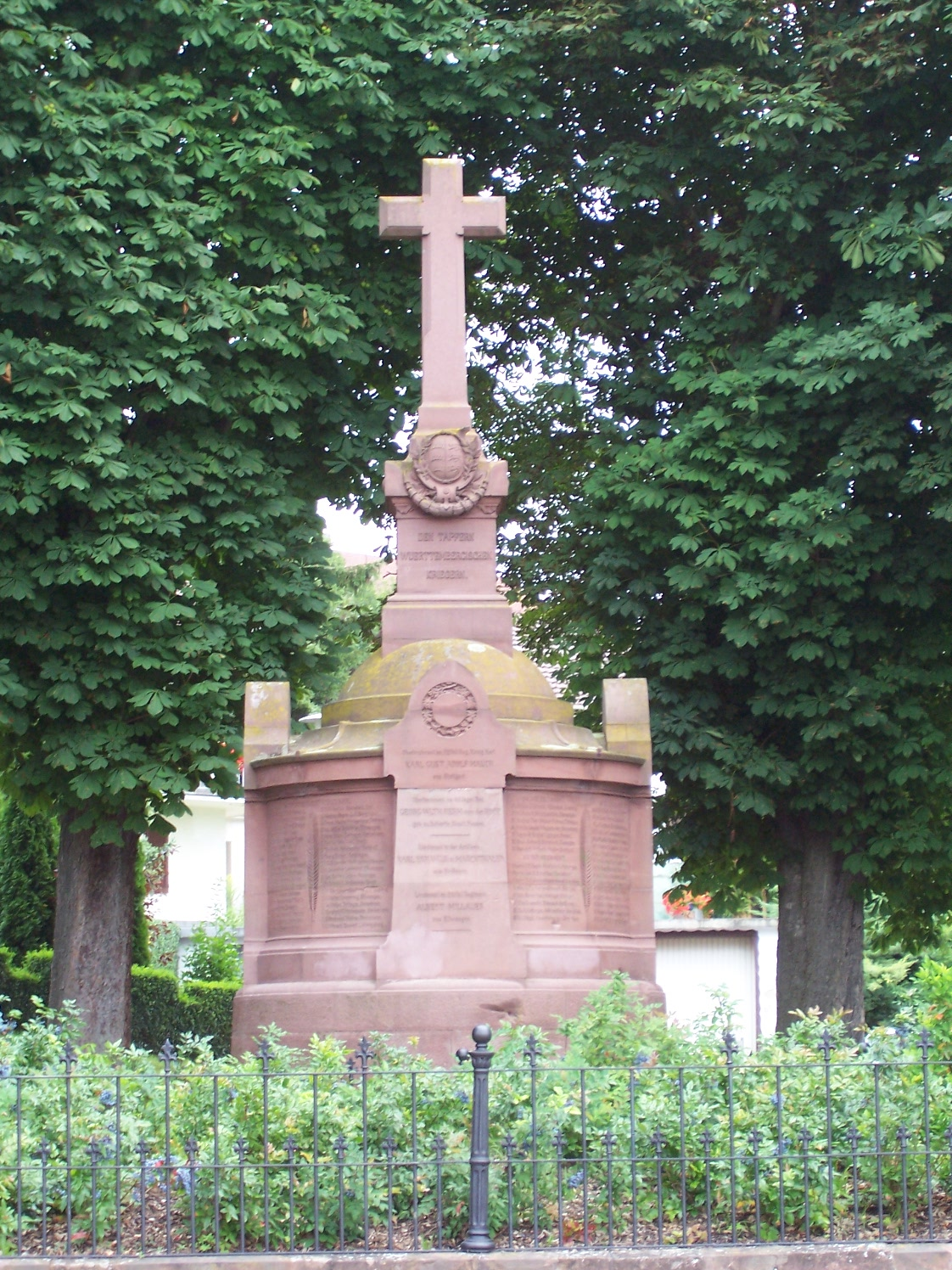
Monument aux morts du Wurtemberg